# Tåning
Tåning ligger i Østjylland og er en mindre landsby sydvest for Skanderborg. Midt i landsbyen ligger Tåning Kirke. Tåning befinder sig i Skanderborg Kommune, hvilken hører til Region Midtjylland. 
Byen rummer blandt andet et forsamlingshus, en genbrugsforretning samt et bed & breakfast beliggende i byens gamle mejeri.